# ミョン・ヒョンソ
ミョン・ヒョンソ（朝: 명형서、中: 明炯瑞、英: Myung Hyeongseo、2001年6月25日 - ）は、韓国のアイドル。女性アイドルグループ・CLASS:yのメンバー。またBustersの元メンバーである。M25所属。

## 略歴
2001年6月25日、京畿道水原市にて生まれる。幼い頃、6年間の間は、アメリカ合衆国テキサス州ヒューストンに住んでいた。
2017年11月27日、女性アイドルグループ・Bustersのメンバーとしてデビューした。
2020年3月29日、ファンカフェを通じて、Bustersからの脱退を発表。
2021年11月28日、MBCが主催するオーディション番組『放課後のときめき』に出演した。翌年2月27日、番組の最終回にて最終順位3位でグループのメンバーとしてデビューが決定した。
2022年5月5日、CLASS:yのメンバーとしてデビュー。

## ディスコグラフィー

### サウンドトラック
| 年     | 参加楽曲                                        | アルバム                |
| ------ | ----------------------------------------------- | ----------------------- |
| 2018年 | I Really Wanna (featuring Krysta Youngs)        | Marvel Future Fight OST |
| 2018年 | Twice Love" (두번째 설레임) (サンイル - SNUPER) | Love Alert OST Part 3   |
| 2019年 | Tonight (Remix)                                 | Marvel Future Fight OST |

## 出演

### テレビ番組
- 料理教室（2019年、SBS）
- 放課後のときめき（2021年、MBC）

### ウェブドラマ
- ATEEN2（2019年、NAVER TV）
- X-GARION（2019年、TOONIVERSE）
- GROWING SEATION（2020年、NAVER TV）

### MV
- The Hidde - Because of Whom (누구땜에)（2019年）